# Championnat d'Italie de football 1995-1996
Navigation
Édition précédente Édition suivante
| \| AC Milan Juventus Lazio Fiorentina AS Rome Parme Inter Sampdoria Vicence Udinese Cagliari Naples Atalanta Plaisance Bari Torino Cremonese Padoue \| Localisation des clubs engagés dans le championnat. |
| AC Milan Juventus Lazio Fiorentina AS Rome Parme Inter Sampdoria Vicence Udinese Cagliari Naples Atalanta Plaisance Bari Torino Cremonese Padoue                                                           |

Le Championnat d'Italie de football 1995-1996 est la 94e édition de la compétition qui fut remportée par le Milan AC.

## Classement
| Rang | Équipe           | Pts | J  | G  | N  | P  | Bp | Bc | Diff |
| ---- | ---------------- | --- | -- | -- | -- | -- | -- | -- | ---- |
| 1    | Milan AC         | 73  | 34 | 21 | 10 | 3  | 60 | 24 | +36  |
| 2    | Juventus         | 65  | 34 | 19 | 8  | 7  | 58 | 35 | +23  |
| 3    | Lazio Rome       | 59  | 34 | 17 | 8  | 9  | 66 | 38 | +28  |
| 4    | AC Fiorentina    | 59  | 34 | 17 | 8  | 9  | 53 | 41 | +12  |
| 5    | AS Rome          | 58  | 34 | 16 | 10 | 8  | 51 | 34 | +17  |
| 6    | Parme FC         | 58  | 34 | 16 | 10 | 8  | 44 | 31 | +13  |
| 7    | Inter Milan      | 54  | 34 | 15 | 9  | 10 | 51 | 30 | +21  |
| 8    | Sampdoria        | 52  | 34 | 14 | 10 | 10 | 59 | 47 | +12  |
| 9    | Vicence          | 49  | 34 | 13 | 10 | 11 | 36 | 37 | -1   |
| 10   | Cagliari Calcio  | 41  | 34 | 11 | 8  | 15 | 34 | 47 | -13  |
| 11   | Udinese Calcio   | 41  | 34 | 11 | 8  | 15 | 41 | 49 | -8   |
| 12   | SSC Naples       | 41  | 34 | 10 | 11 | 13 | 28 | 41 | -13  |
| 13   | Atalanta Bergame | 39  | 34 | 11 | 6  | 17 | 38 | 50 | -12  |
| 14   | Piacenza         | 37  | 34 | 9  | 10 | 15 | 31 | 48 | -17  |
| 15   | AS Bari          | 32  | 34 | 8  | 8  | 18 | 49 | 71 | -22  |
| 16   | Torino FC        | 29  | 34 | 6  | 11 | 17 | 28 | 46 | -18  |
| 17   | US Cremonese     | 27  | 34 | 5  | 12 | 17 | 37 | 57 | -20  |
| 18   | Calcio Padova    | 24  | 34 | 7  | 3  | 24 | 41 | 79 | -38  |

|  | Champion                  |
|  | Relégation en 2e division |

## Buteurs
| Place | Joueur           | Nationalité | Club       | Buts |
| ----- | ---------------- | ----------- | ---------- | ---- |
| 1er   | Giuseppe Signori | Italie      | Lazio Rome | 24   |
| 1er   | Igor Protti      | Italie      | AS Bari    | 24   |
| 3e    | Enrico Chiesa    | Italie      | Sampdoria  | 22   |